# 북호라산주
북호라산주(페르시아어:استان خراسان شمالی)는 이란의 한 주이다. 주도는 보즈누르드이다.

## 지명
호라산에쇼말리는 북(北) 호라산 주라는 뜻이다. 에쇼말리(شمالی)는 페르시아어로 "북쪽의"라는 뜻이다.

## 지리
투르크메니스탄과 접해 있다.

## 민족
페르시아인도 살지만, 여기는 특이하게도 쿠르드족이 여기에 산다. 그 밖에 이웃 주인 골레스탄주에 많이 사는 이란 투르크멘족도 산다.

## 같이 보기
- 호라산
- 이란의 역사